# Новый центр (Франция)
Но́вый центр (фр. Nouveau Centre), или Европейская социал-либеральная партия (фр. Le Parti social libéral européen, PSLE) — центристская французская политическая партия, придерживающаяся социал-либеральной позиции. Новый центр создан бывшими членами Союза за французскую демократию, не вошедшими в организованное Франсуа Байру Демократическое движение. Лидер партии — Эрве Морен, министр обороны и бывший лидер фракции Союза за французскую демократию в Национальном собрании.
Партия поддерживала бывшего президента Франции Николя Саркози и планировала войти в правое большинство, оставаясь юридически независимой от СНД.